# Joe Barton
Joe Barton is een Brits scenarioschrijver en televisieproducent.

## Biografie
Joe Barton werd geboren in Londen en groeide op in Brighton. Hij studeerde media en film aan Varndean College en volgde nadien aan de Universiteit van Westminster een opleiding in film- en televisieproducties. Hij wilde aanvankelijk een regisseur worden, maar omdat hij geen geld had om acteurs en camera's te huren, besloot hij zich toe te leggen op scenarioschrijven.

## Carrière
Barton schreef eind jaren 2000 mee aan de Myspace-webserie Freaks en werkte met de popband McFly samen aan de korte horrorfilm Nowhere Left to Run. Begin jaren 2010 kreeg hij een agent en begon hij aan grotere producties mee te werken. In 2012 maakte hij zijn officieel televisiedebuut door een aflevering te schrijven voor de komische serie Beaver Falls. Voor de BBC schreef hij in 2014 de historische miniserie Our World War. Nadien werkte hij mee aan de Channel 4-serie Humans, een Engelstalige remake van de Zweedse serie Äkta människor.
In 2017 werkte Barton voor het eerst samen met Netflix. Voor de streamingdienst schreef hij de films iBoy en The Ritual. Nadien bedacht en schreef hij de misdaadserie Giri/Haji. De reeks, die oorspronkelijk werd uitgezonden op BBC Two, werd eveneens opgepikt door Netflix, maar al na een seizoen geannuleerd.

## Filmografie

### Film
- iBoy (2017)
- The Ritual (2017)
- My Days of Mercy (2017)

### Televisie
- Freak (2009)
- Beaver Falls (2012)
- Blackout (2013)
- Glasgow Girls (2014)
- Our World War (2014)
- Cuffs (2015)
- Humans (2015–2016)
- Troy: Fall of a City (2018)
- Giri/Haji (2019)